# Садовников, Георгий Михайлович
Гео́ргий Миха́йлович Садо́вников (27 апреля 1932, Казань — 24 ноября 2014, Москва) — советский детский писатель и киносценарист.

## Биография
Георгий Садовников родился в Казани в 1932 году, в войну потерял родителей, с 1943 учился в Суворовском училище в Астрахани, затем — в Оренбурге, в пехотном училище.
В 1956 окончил историко-филологический факультет Краснодарского пединститута, один год работал учителем в вечерней школе. Затем — профессиональный писатель, переехал в Москву, член Союза писателей СССР с 1962 года. С 1990 года — главный редактор прозаических изданий издательства «ПиК».
Скончался от инфаркта утром 24 ноября 2014 года в Боткинской больнице. Прах захоронен на Пятницком кладбище.

## Творчество
Ещё в институте начал писать рассказы. В 1957 году получил международную литературную премию за рассказ на конкурсе в Москве.
Известен прежде всего как автор детской фантастической повести «Продавец приключений» (1970), а также повести «Иду к людям» (1962), на основе которой им вместе с режиссёром Алексеем Кореневым был написан сценарий четырёхсерийного телефильма «Большая перемена». 

## Произведения
- Над горизонтом Марс (1961)
- Иду к людям (1962)
- Мне бы крылья (1963)
- Мастер (1968) (детектив, в соавторстве с Н. Леоновым)
- Продавец приключений (1970)
- Спаситель океана, или Повесть о странствующем слесаре (1974)
- Пешком над облаками (1980)
- Сценарий фильма «В двух шагах от „РАЯ“» (1984)
- Славный дождливый день (1988)
- Колобок по имени Фаянсов (1991)
- Похищение продавца приключений (1999)
- Триллер и киллер (2000)
- Стремительный бег улитки (2011)
- Большая перемена (Сборник: повести «Иду к людям», «Колобок по имени Фаянсов», «Триллер и киллер»; 2012)